# Crime à distance
Pour plus de détails, voir Fiche technique et Distribution.
Crime à distance (titre original : The Internecine Project) ou Le Manipulateur est un film d'espionnage britannico-allemand de Ken Hughes sorti en 1974.

## Synopsis
Ancien agent secret, le Pr Elliot tient à assoir son autorité dans le monde de la finance. Mais quatre personnes sont témoins de ses activités douteuses. Il décide alors de toutes les supprimer.

## Fiche technique
- Titre original : The Internecine Project
- Titres alternatifs : 
  - Le Manipulateur
  - La Main au pouvoir
- Réalisation : Ken Hughes
- Scénario : Barry Levinson et Jonathan Lynn, d'après le roman de Mort W. Elkind
- Musique composée, orchestrée et dirigée par: Roy Budd
- Décors : Geoffrey Drake, David Minty
- Photographie : Geoffrey Unsworth
- Décors : Geoffrey Drake
- Son : Nolan Roberts, Ken Ritchie
- Montage : John Shirley
- Production : Barry Levinson et Andrew Donally
- Sociétés de production : Lion International, Hemisphere Productions, MacLean & Co.
- Sociétés de distribution:
  - Royaume-Uni : British Lion
  - USA : Allied Artists
- Genre : Film d'action
- Pays :  Royaume-Uni,  Allemagne de l'Ouest
- Durée : 89 minutes (1 h 29)
- Date de sortie :
  -  États-Unis : 24 juillet 1974
  -  Allemagne de l'Ouest : 6 mars 1975

## Distribution
- James Coburn (VF : Marc Cassot) : Pr Robert Elliot
- Lee Grant (VF : Jacqueline Cohen) : Jean Robertson
- Harry Andrews (VF : André Falcon) : Albert Parsons
- Ian Hendry (VF : Claude D'Yd) : Alex Hellman
- Michael Jayston (VF : Jean-Louis Maury) : David Baker
- Christiane Krüger (VF : Béatrice Delfe) : Christina Larsson
- Keenan Wynn (VF : Henri Poirier) : E.J. Farnsworth
- Terence Alexander (VF : Jean-Claude Michel) : un magnat des affaires
- Philip Anthony (VF : Yves Barsacq) : le secrétaire d'Elliot
- Julian Glover (VF : Philippe Mareuil) : Arnold Pryce-Jones, le présentateur du talk-show
- Mary Larkin : Betty, la secrétaire de Jean
- Ewan Roberts (VF : Albert Augier) : le technicien-chef du laboratoire
- David Swift (VF : Jean-Claude Michel) : Chester Drake
- Rolf Wanka : le marchand de tableaux
- Ray Callaghan (VF : José Luccioni) : le producteur TV
- Ralph Ball : le client de Christina
- Carrie Karstein : Margaret, l'hôtesse de l'air